# Can Vilallonga (Cassà de la Selva)
Can Vilallonga és una obra del municipi de Cassà de la Selva (Gironès) inclosa en l'Inventari del Patrimoni Arquitectònic de Catalunya.

## Descripció
Es tracta d'una construcció tradicional amb parets de pedra, primitivament de planta quadrangular, coberta de teula a dues vessants. Els embigats són de fusta. La façana principal presenta una porta dovellada de granit i finestres també del mateix material amb rapissa emmotllurada. La finestra central del primer pis presenta un baix relleu de granit sobre la seva llinda.

## Història
El mas ha estat ampliat posteriorment conservant, però, la seva estructuració i composició formal.